# Charles de Bourbon visitant la basilique Saint-Pierre
Charles de Bourbon visitant la basilique Saint-Pierre est un tableau du peintre italien Giovanni Paolo Panini, commandé par son sujet Charles de Bourbon en 1746 et achevé plus tard cette année-là. Il faisait partie de la même commande que la toile du même artiste Charles de Bourbon visitant le pape Benoît XIV au Coffee House du Quirinal. Les deux œuvres sont maintenant conservées au musée national de Capodimonte à Naples, dans l'Appartement Royal du palais. 